# Dado Coletti
Dado Coletti, numele de scenă al lui Riccardo Broccoletti , (n. 27 august 1974, Roma, Italia) este actor , prezentator de televiziune și gazdă radio italiană .

## Biografie
S-a înscris la școala lui Enzo Garinei , a debutat la Teatrul Sistina , pentru a-și continua studiile urmând cursuri de mim și dublaj.
Protagonist al televiziunii pentru copii, a lucrat în 1991 pentru Clubul Disney , unde a rămas până în 1994, apoi a revenit un an mai târziu până în 1999 în perechi cu Francesca Barberini . În acel an, a mai dirijat la Rai 1 , emisiunea Big! .
În 1999, prima sa experiență ca actor de televiziune, cu Morte di una ragazza perbene (moartea unei fete respectabile), în regia lui Luigi Perelli. În prezent, este prezentator radio la Rai Isoradio.

## Filmografie
- 1995: I laureati de Leonardo Pieraccioni
- 2001: South Kensington de Carlo Vanzina
- 2003: La mia vita a stelle e strisce   de Massimo Ceccherini